# Megarhyssa insulana
Megarhyssa insulana là một loài tò vò trong họ Ichneumonidae.